# Stilobezzia postcervix
Stilobezzia postcervix är en tvåvingeart som beskrevs av Tokunaga 1959. Stilobezzia postcervix ingår i släktet Stilobezzia och familjen svidknott. Inga underarter finns listade i Catalogue of Life.